# Eberbach-Seltz
Eberbach-Seltz (en alsacià Neidorf) és un municipi francès, situat a la regió del Gran Est, al departament del Baix Rin. L'any 2006 tenia 387 habitants.
Forma part del cantó de Wissembourg, del districte de Haguenau-Wissembourg i de la Comunitat de comunes de la Plana del Rin

## Demografia
| 1962 | 1968 | 1975 | 1982 | 1990 | 1999 |
| ---- | ---- | ---- | ---- | ---- | ---- |
| 316  | 318  | 294  | 300  | 311  | 373  |

## Administració
| Període   | Identitat         | Partit |
| --------- | ----------------- | ------ |
| 2001-2008 | Paul Joerger      |        |
| 2008-     | Antoine Haeussler |        |